# Bakterie denitryfikacyjne
Bakterie denitryfikacyjne – grupa fizjologiczna fakultatywnie beztlenowych bakterii przeprowadzających w warunkach beztlenowych proces denitryfikacji. Nie rosną przy jednoczesnym braku tlenu i azotanów. Odgrywają kluczową rolę w krążeniu azotu, uwalniając go w formie azotu cząsteczkowego lub tlenków azotu do atmosfery. W zależności od tego czy denitryfikacja jest typem oddychania beztlenowego (ujęcie mikrobiologiczne) czy jest tylko redukcją azotanów do tlenków azotu (ujęcie ekologiczne) różne gatunki są zaliczane do tej grupy. W tym drugim przypadku należą tu także:
- Nitrosomonas
- Beggiatoa
- Bradyrhizobium japonicum

Do denitryfikacyjnych bakterii zalicza się:
- Bacillus licheniformis
- Paracoccus denitrificans
- Pseudomonas aeruginosa
- Pseudomonas denitrificans
- Thiobacillus denitrificans
- Alcaligenes[3]